# Tsoelike (Fluss)
Der Tsoelike ist ein Fluss im Westen Lesothos und ein Nebenfluss des Senqunyane. Er durchquert unter anderem den nach ihm benannten Ort Tsoelike im Distrikt Qacha’s Nek und das Tal des Tsoelike-Flusses. Für die Gemeinden entlang seiner Ufer spielt der Fluss eine wichtige Rolle. Seinen Ursprung hat der Tsoelike im Sehlabathebe-Nationalpark. Nach etwa 130 Kilometern mündet er in den Senqunyane.